# 松平康任
松平 康任（まつだいら やすとう）は、江戸時代後期の大名、老中。石見国浜田藩主。松井松平家8代。寺社奉行、大坂城代、京都所司代、老中と幕府の重職を歴任した。

## 生涯
分家旗本・松平康道の長男だったが、浜田藩主・松平康定に子がないため、康定の婿養子となり家督を相続した。
文化・文政期の幕府の実力者水野忠成の歩調に合わせ、彼に追随する形で順当に昇役し、老中に就任した。 
忠成同様、賄賂などの馴れ合いには鷹揚なところがあり、但馬出石藩仙石家の筆頭家老の仙石左京から6000両もの賄賂を受け取り、さらに天保2年（1831年）に実弟の分家旗本寄合席・松平康正（松平主税）の娘を左京の息子小太郎に嫁がせたが、これがのちの康任失脚の布石となってしまった。 
忠成死後、康任が老中首座となったが、この頃から閣内は康任派と水野忠邦派の抗争が激化した。天保5年（1834年）に発生した仙石騒動において、仙石左京に肩入れした不正の計らいを行い、老中辞任に追い込まれた。
また別件で、浜田藩ぐるみで竹島密貿易を行っていたこと（竹島事件）も発覚し、名乗りを下野守と改めさせられたうえ、永蟄居を命じられた。康任の後、家督を継いだ次男の康爵は間もなく陸奥棚倉に懲罰的転封を命じられた。
天保12年（1841年）、62歳で死去した。

## 経歴
- 安永9年（1780年）：誕生
- 文化14年（1817年）：寺社奉行（8月24日）
- 文政5年（1822年）：大坂城代（7月8日）
- 文政8年（1825年）：京都所司代
- 文政9年（1826年）：老中
- 天保5年（1834年）：勝手掛老中
- 天保6年（1835年）：仙石騒動発生。事件に巻き込まれ失脚
- 天保12年（1841年）：7月22日、死去。享年62。

## 系譜
父母
- 松平康道（実父）
- 五島盛道の娘（実母）
- 松平康定（養父）

正室
- 万喜姫 - 松平康定の娘

子女
- 松平康寿（長男）
- 松平康爵（次男）
- 松平康圭（三男）
- 達 - 亀井茲方正室、後に諏訪忠誠継室
- 峯松（二女） - 小出英発正室[4]
- 聡子（三女） - 鳥居忠挙正室
- 知姫 - 松平定芝正室
- 簾子 - 間部詮勝正室
- 愛姫 - 溝口直溥正室